# اولگا یاکوفلوا
اولگا یاکوفلوا (انگلیسی: Olga Yakovleva؛ زادهٔ ۱۵ دسامبر ۱۹۶۳) بازیکن بسکتبال اهل اتحاد جماهیر شوروی سوسیالیستی بود.